# Prosoplus comosus
Prosoplus comosus är en skalbaggsart som först beskrevs av Newman 1842.  Prosoplus comosus ingår i släktet Prosoplus och familjen långhorningar.
Artens utbredningsområde är Filippinerna. Inga underarter finns listade i Catalogue of Life.